# بليسي (كاتب ومخرج)
بليسي إيبي توماس (3 سبتمبر 1963 -) والمعروف باسم بليسي، هو مخرج سينمائي و‌كاتب سيناريو هندي يعمل في السينما المالايالامية.